# Фрідом (Нью-Гемпшир)
Фрідом (англ. Freedom) — місто (англ. town) в США, в окрузі Керролл штату Нью-Гемпшир. Населення — 1689 осіб (2020).

## Демографія
Згідно з переписом 2010 року, у місті мешкало 1489 осіб у 699 домогосподарствах у складі 457 родин. Було 1580 помешкань
Расовий склад населення:
| - 98,8 % — білих - 0,3 % — азіатів - 0,1 % — чорних або афроамериканців |

До двох чи більше рас належало 0,7 %. Частка іспаномовних становила 0,5 % від усіх жителів.
За віковим діапазоном населення розподілялося таким чином: 15,6 % — особи молодші 18 років, 57,5 % — особи у віці 18—64 років, 26,9 % — особи у віці 65 років та старші. Медіана віку мешканця становила 53,1 року. На 100 осіб жіночої статі у місті припадало 101,5 чоловіків;  на 100 жінок у віці від 18 років та старших — 97,8 чоловіків також старших 18 років.
Середній дохід на одне домашнє господарство  становив 73 917 доларів США (медіана — 59 330), а середній дохід на одну сім'ю — 86 207 доларів (медіана — 74 375). Медіана доходів становила 47 500 доларів для чоловіків та 34 896 доларів для жінок. За межею бідності перебувало 8,5 % осіб, у тому числі 13,4 % дітей у віці до 18 років та 3,6 % осіб у віці 65 років та старших.
Цивільне працевлаштоване населення становило 598 осіб. Основні галузі зайнятості: освіта, охорона здоров'я та соціальна допомога — 17,1 %, мистецтво, розваги та відпочинок — 13,2 %, роздрібна торгівля — 12,9 %.